# Revue de métaphysique et de morale
La Revue de métaphysique et de morale est une revue de philosophie, fondée en 1893 par Xavier Léon et d'autres élèves d'Alphonse Darlu. Aujourd’hui, elle a pour directeur de publication Denis Kambouchner et pour directeur éditorial Laurent Jaffro ; ses rédacteurs en chef sont Raphaële Andrault et Jean-Pascal Anfray. Elle est publiée par les Presses universitaires de France. Elle est diffusée sous forme imprimée et, par Cairn.info, sous forme numérique.

## Historique
La Revue est fondée en 1893 par un groupe de jeunes philosophes qui ont été les élèves d'Alphonse Darlu quelques années auparavant au lycée Condorcet : Xavier Léon qui est son premier secrétaire de rédaction, Élie Halévy qui prendra après lui sa direction, Léon Brunschvicg, Louis Couturat et Maximilien Winter. Ils entendent défendre la métaphysique et la morale contre la double menace du positivisme et du mysticisme.  
Les membres de la Revue lancent une édition des œuvres de René Descartes, organisent les premiers congrès philosophiques internationaux et fondent en 1901 la Société française de philosophie, qui gère aujourd'hui la revue comme propriétaire du titre.
Le salon de Xavier Léon où ils se réunissent devient le « foyer » de la philosophie française républicaine.
Les premiers collaborateurs sont Louis Couturat, Frédéric Rauh, Gaston Milhaud, André Lalande, Durkheim, Bergson, Alain, mais aussi Ravaisson, Lachelier et Émile Boutroux, Maximilien Winter, Gustave Belot.